# 葛上村
葛上村（かつじょうむら）は奈良県北西部、南葛城郡に属していた村。現在の御所市南西部。
南葛城郡の2つの村が合併して誕生したが、周辺町村と再び合併して御所市の一部となったため、わずか1年半程の存在であった。

## 歴史
- 1956年（昭和31年）9月1日 - 葛城村、吐田郷村が合併し、葛上村発足。
- 1958年（昭和33年）3月31日 - 御所町、大正村、葛村と合併し、御所市発足。同日葛上村消滅。

## 交通

### 鉄道路線
- 日本国有鉄道
  - 和歌山線

※村内を通過するが、駅は存在しない。

### 道路
- 一級国道24号（現：国道24号）